# Plethodon virginia
Plethodon virginia är en groddjursart som beskrevs av Richard Highton 1999. Plethodon virginia ingår i släktet Plethodon och familjen lunglösa salamandrar. Inga underarter finns listade i Catalogue of Life.

## Utseende
Vuxna exemplar är vanligen 9 till 11 cm långa.

## Utbredning
Arten förekommer i Appalacherna i USA. Utbredningsområdet ligger i östra West Virginia samt i nordvästra Virginia. Detta groddjur vistas främst i områden som ligger 1100 till 1200 meter över havet. Plethodon virginia lever i landskap med träd och den gömmer sig under olika föremål.

## Ekologi
Honor lägger sina ägg i fuktiga håligheter. De nykläckta ungarna är inga larver utan de liknar de vuxna exemplaren.
Arten äter bland annat steklar, hoppstjärtar, enkelfotingar, dubbelfotingar, hjulspindlar samt larver av tvåvingar, fåborstmaskar, skalbaggar och lungsnäckor.
Liksom andra släktmedlemmar producerar Plethodon virginia ett giftigt sekret i huden. Vätskan skyddar arten i viss mån för rovlevande djur.
I samma region lever Plethodon hoffmani och mellan båda arter uppstår hybrider.

## Bevarandestatus
Antagligen påverkas beståndet negativt av skogsbruk. Andra hot är inte kända. Däremot är utbredningsområdet mycket begränsat. IUCN kategoriserar arten globalt som nära hotad.